# Třída Raïs Bargach
Třída Raïs Bargach je třída oceánských hlídkových lodí marockého královského námořnictva, zařazených do služby v letech 1995–1997. Postaveno bylo celkem pět jednotek této třídy. Všechny jsou stále v aktivní službě.

## Stavba
Všech pět hlídkových lodí bylo postaveno francouzskou loděnicí Lorient Naval Industries (nyní STX France SA) v Lorientu. Do operační služby byly uvedeny v letech 1995–1997.
Jednotky třídy Raïs Bargach:
| Jméno                    | Spuštění na vodu | Dokončení         | Status  |
| ------------------------ | ---------------- | ----------------- | ------- |
| Raïs Bargach (318)       | 9. října 1995    | 14. prosince 1995 | aktivní |
| Raïs Britel (319)        | 19. března 1996  | 14. května 1996   | aktivní |
| Raïs Charkaoui (320)     | 26. září 1996    | 15. prosince 1996 | aktivní |
| Raïs Maaninou (321)      | 7. března 1997   | 21. května 1997   | aktivní |
| Raïs Al Mounastiri (322) | 15. října 1997   | 17. prosince 1997 | aktivní |

## Konstrukce

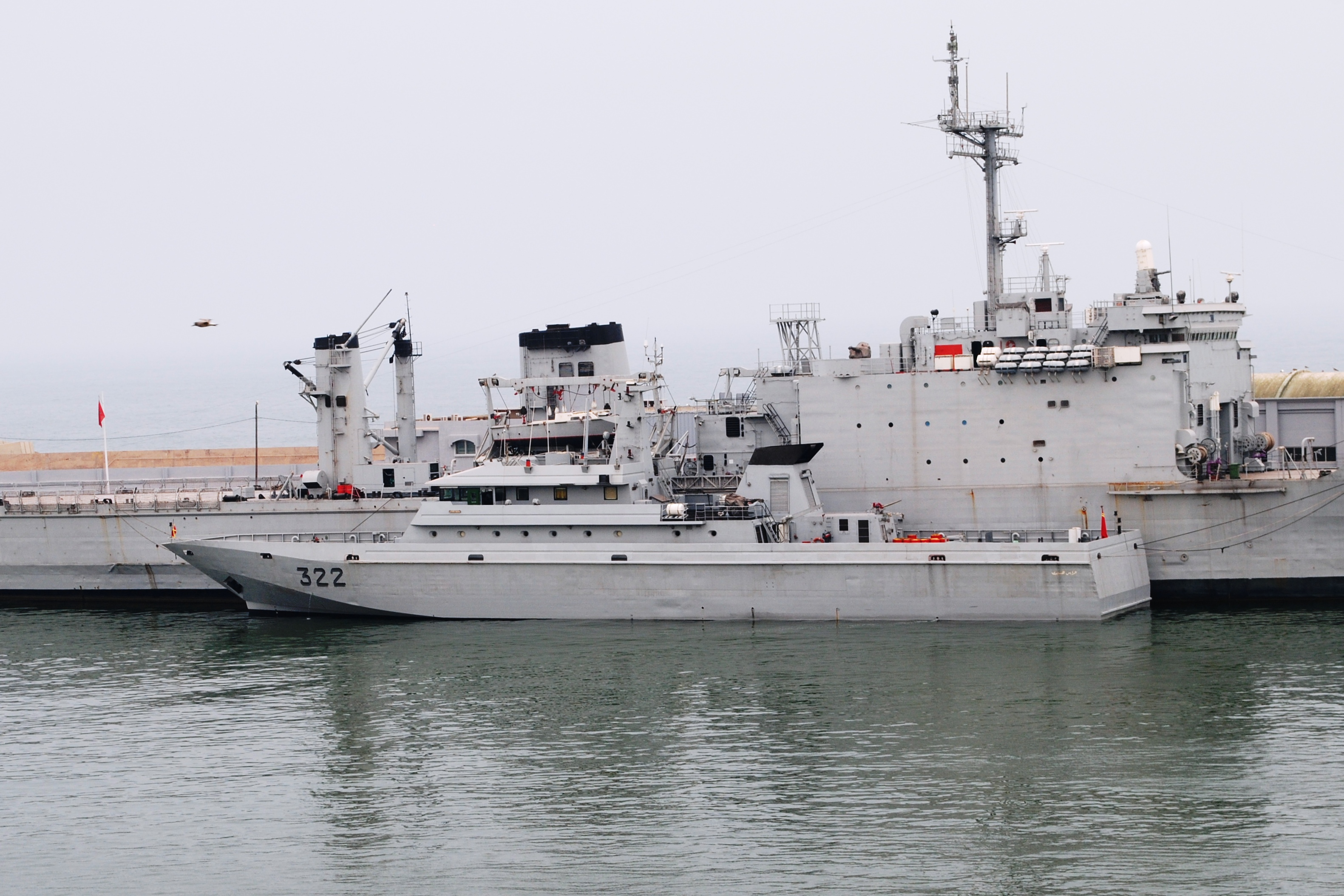
Raïs Al Mounastiri (322)

Kromě 24 členů posádky mohou ubytovat až 30 dalších osob. Plavidla nesou radar DECCA Bridgemaster. Hlavňovou výzbroj tvoří dva 20mm kanóny a dva 12,7mm kulomety. Na zádi se nachází přistávací plocha pro vrtulník. Plavidla však nejsou vybavena hangárem. Pohonný systém tvoří dva diesely Wärtsilä-Nohab 16V25 o celkovém výkonu 10000 bhp, pohánějící dva lodní šrouby KaMeWa. Nejvyšší rychlost dosahuje 25 uzlů. Dosah je 4200 námořních mil při rychlosti 12 uzlů.